# اره‌مگس‌های سیاه‌زرد
اره‌مگس‌های سیاه‌زرد (نام علمی: Megalodontesidae) نام یک تیره از راسته پرده‌بالان است.